# 1986
Il 1986 (MCMLXXXVI in numeri romani) è un anno  del XX secolo.

## Eventi
- Stati Uniti: Ronald Reagan accusa la Libia di sostegno al terrorismo palestinese. La flotta statunitense di stanza nel Mediterraneo si mobilita davanti alle coste libiche.
- Italia: il governo italiano dichiara l'embargo di forniture di armi nei confronti della Libia.

### Gennaio
- 1º gennaio

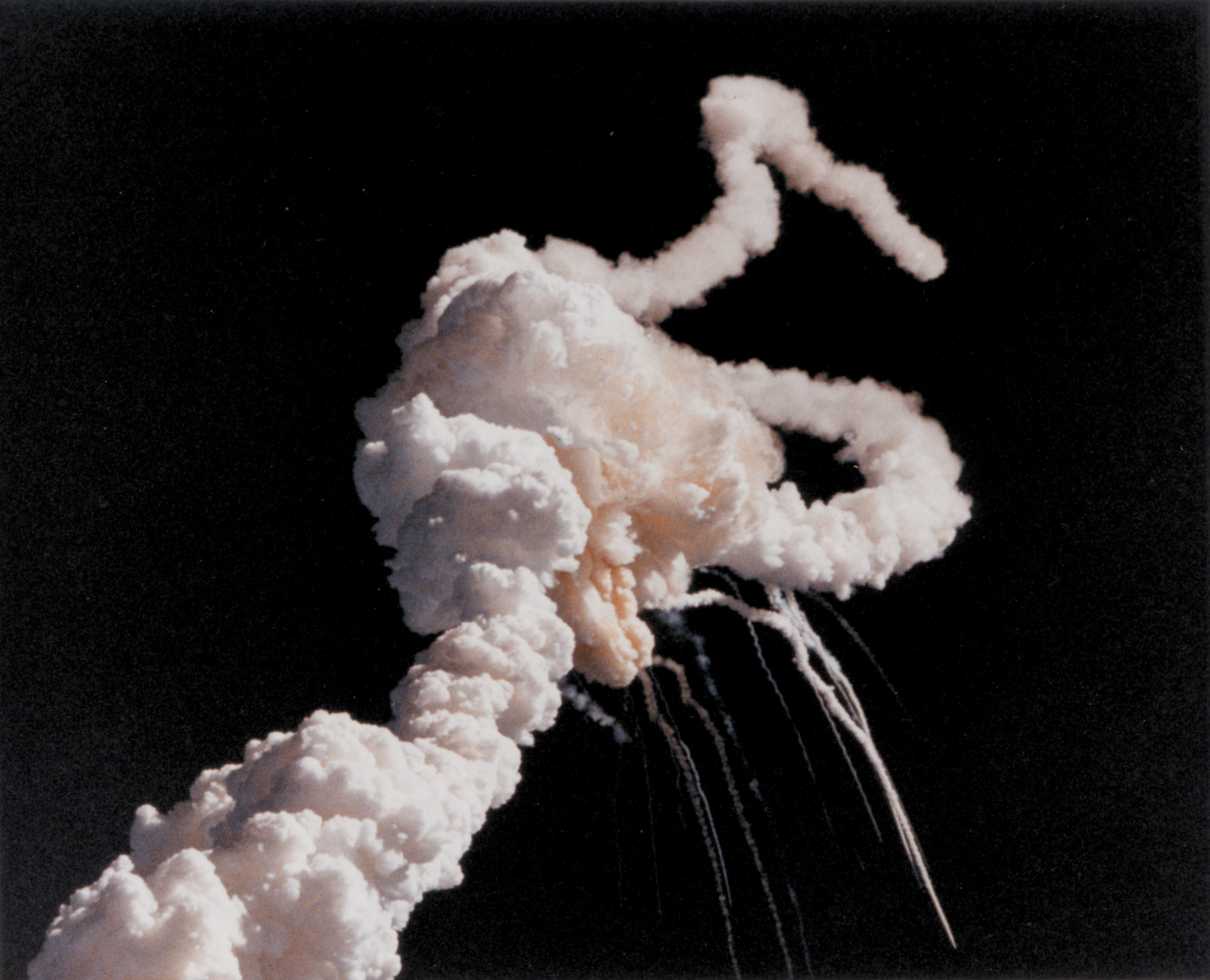
Esplosione dello Space Shuttle Challenger

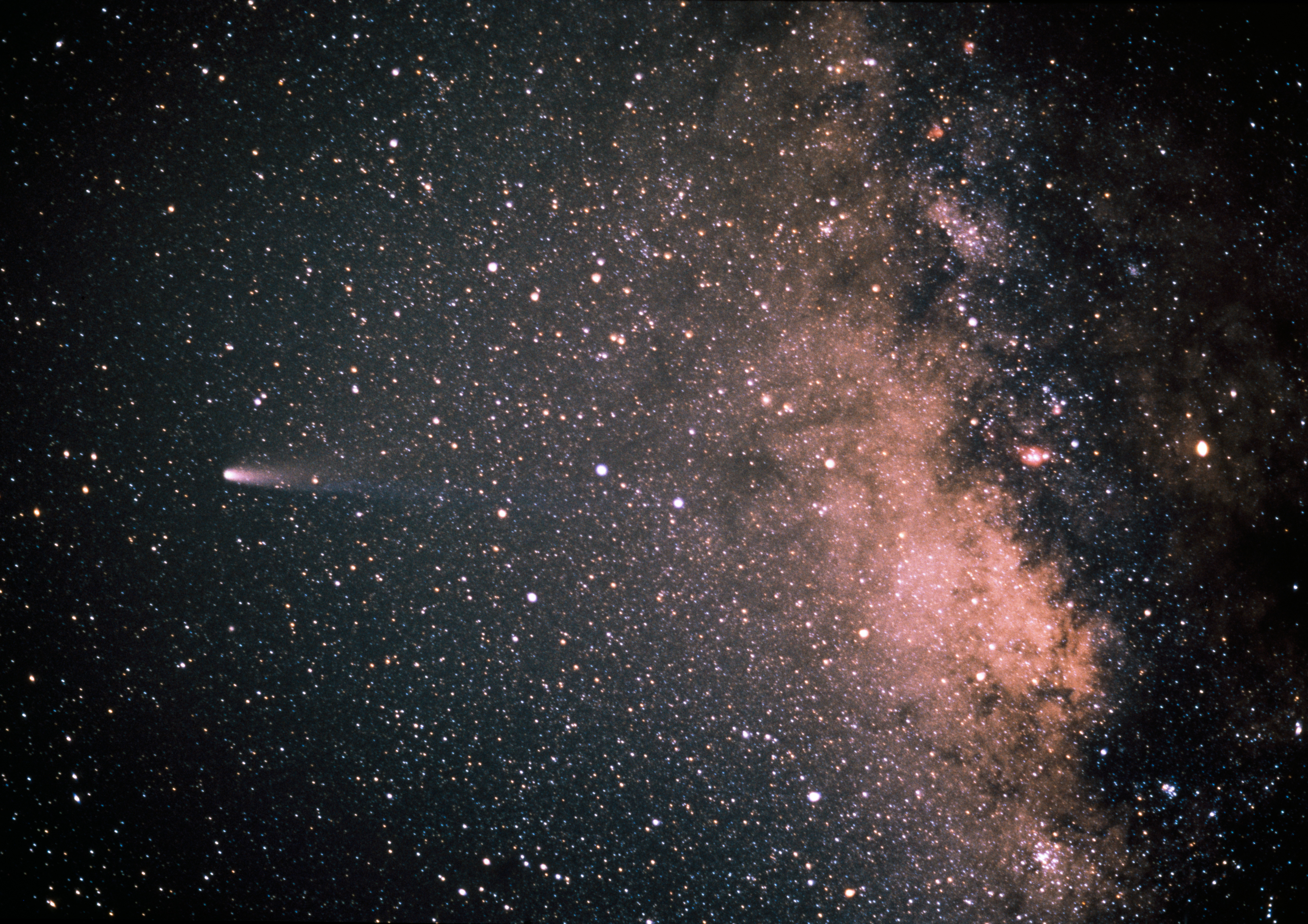
La cometa di Halley e la Via Lattea in una foto del 21 marzo 1986

  - Unione europea: la Spagna e il Portogallo diventano stati membri della CEE (che passano da dieci a dodici).
  - L'isola di Aruba inizia il processo di indipendenza dai Paesi Bassi e viene separata dalle Antille Olandesi.
- 9 gennaio – Stephen P. Synnott e la sonda spaziale Voyager 2 scoprono Cressida (satellite di Urano).
- 13 gennaio - Ha inizio la guerra civile nello Yemen del Sud.
- 19 gennaio – si diffonde in tutto il mondo il primo virus informatico, (c)Brain.
- 20 gennaio – Richard Terrile scopre due satelliti di Urano: Cordelia e Ofelia.
- 23 gennaio – Bradford A. Smith e la sonda spaziale Voyager 2 scoprono Bianca (satellite di Urano).
- 26 gennaio – Yoweri Museveni depone Tito Okello e prende il potere in Uganda.
- 28 gennaio – lo Space Shuttle Challenger esplode nella fase di decollo; tutti e sette gli astronauti muoiono nell'incidente.
- 30 gennaio – Padova: si conclude il processo contro Autonomia Operaia. Toni Negri viene assolto dall'accusa di detenzione di armi, sensibilmente ridotte le condanne rispetto alle richieste dell'accusa.

### Febbraio

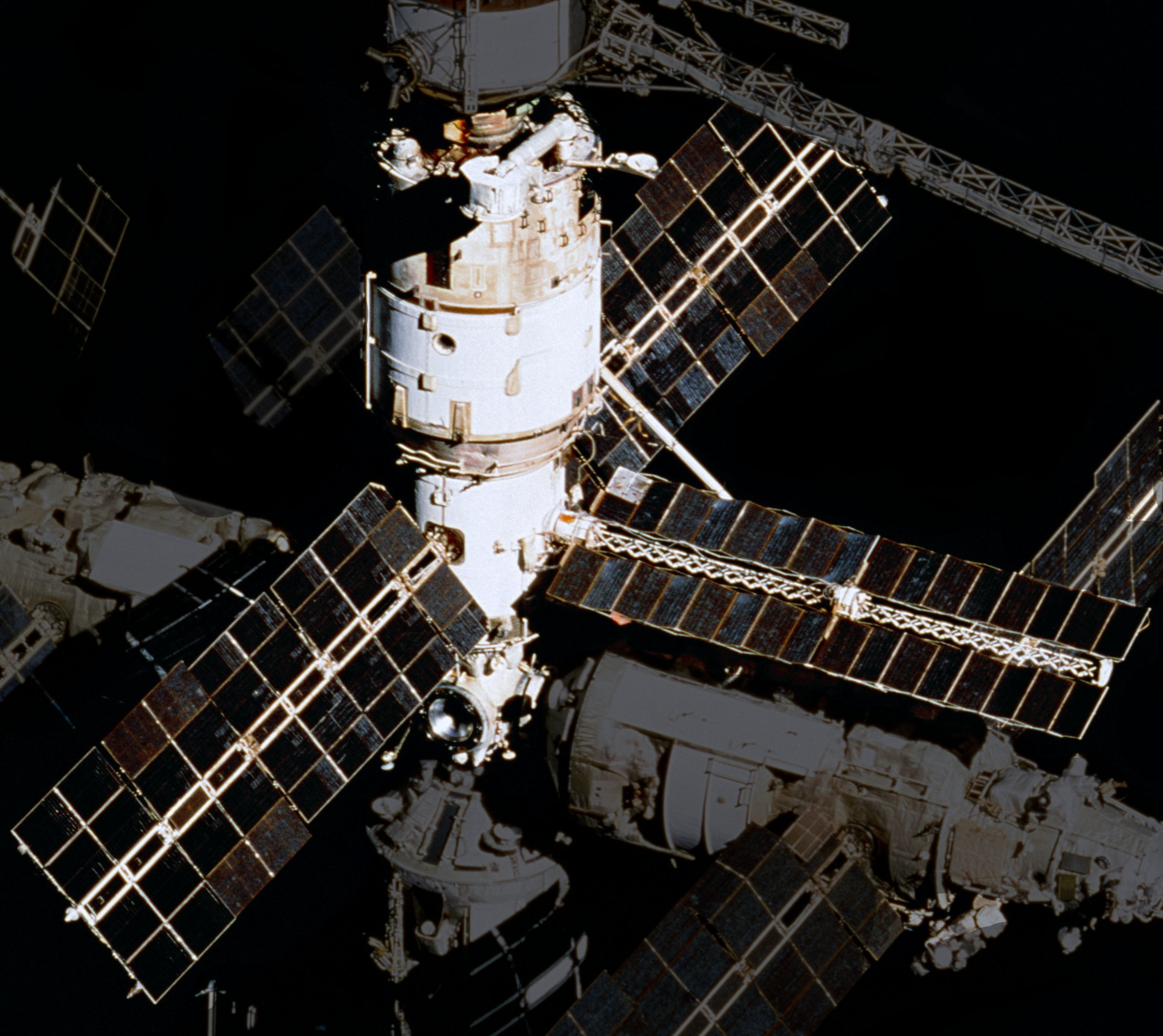
Il modulo centrale della Mir, evidenziato all'interno della stazione spaziale orbitante.

- 9 febbraio – Perielio della cometa di Halley, il 13 marzo la sonda europea Giotto passerà a 565 km dal nucleo fotografando la cometa.
- 10 febbraio – Palermo: nell'aula bunker del carcere dell'Ucciardone si apre il maxiprocesso contro la mafia.
- 13 febbraio - La Francia dà inizio all'operazione "Epervier"(Sparviero)- che si protrarrà fino al 1ºagosto 2014- allo scopo di contrastare l'invasione libica del Ciad.[senza fonte]
- 16 febbraio – Portogallo: il socialista Mário Soares è il nuovo presidente della repubblica.
- 20 febbraio – Viene lanciato il primo modulo della stazione spaziale orbitante russa Mir; verrà dismessa soltanto nel 2001.
- 25 febbraio – Filippine: Corazon Aquino, vedova di Benigno e leader dell'opposizione a Ferdinand Marcos, diventa presidente delle Filippine a seguito della rivoluzione del Rosario.
- 28 febbraio
  - Bruxelles: i dodici stati della CEE firmano l'Atto Unico Europeo.
  - Stoccolma, Svezia: viene assassinato Olof Palme, fautore degli accordi internazionali di pace in Medio Oriente.

### Marzo

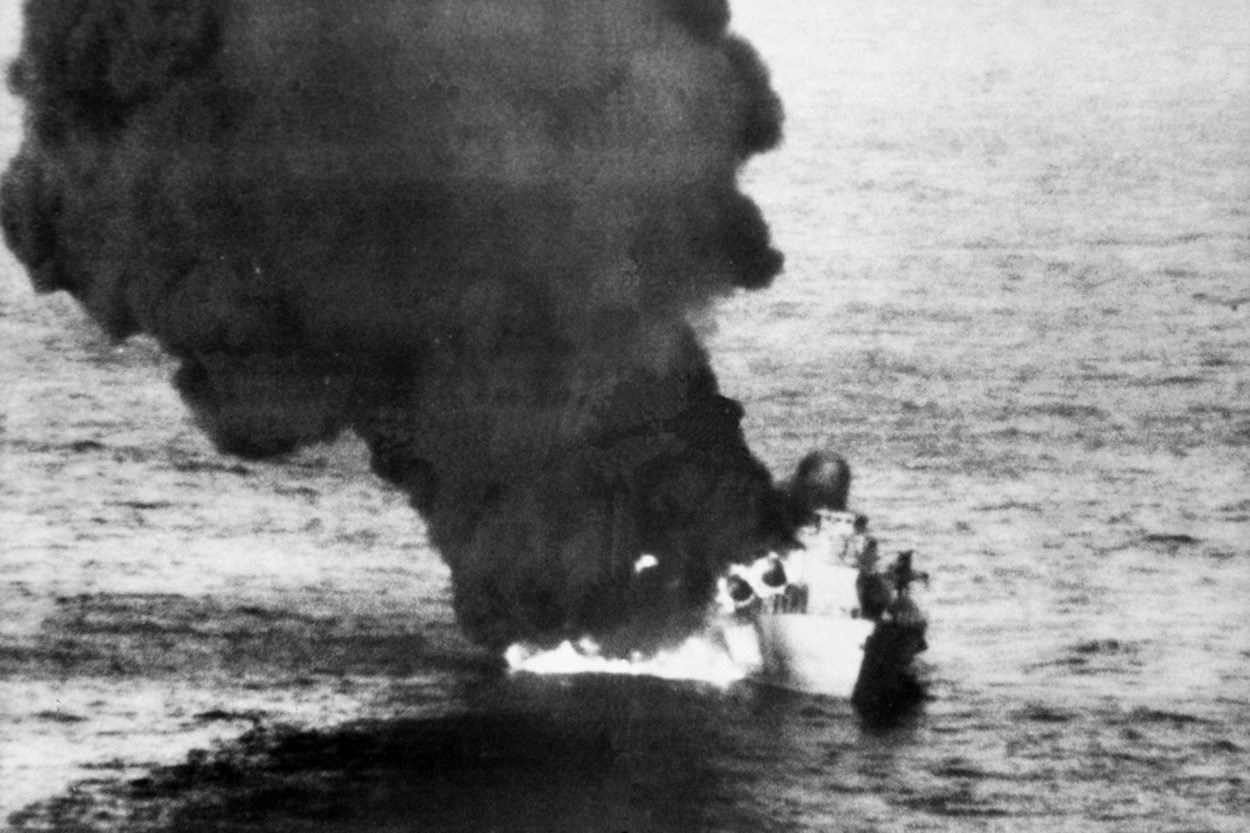
Una corvetta libica classe Nanuchka in fiamme dopo essere stata colpita da missili statunitensi

- 1º marzo – Italia: viene istituita l'Agenzia per la promozione dello sviluppo del Mezzogiorno, che prende il posto della Cassa per il Mezzogiorno.
- 16 marzo – dopo un referendum, la Svizzera rifiuta l'ingresso nelle Nazioni Unite. Entrerà solo nel 2002.
- 17 marzo – Italia: si scopre lo scandalo del vino al metanolo, 23 i morti accertati.
- 18 marzo
  - Milano: il tribunale di Milano condanna all'ergastolo Michele Sindona quale mandante dell'omicidio di Giorgio Ambrosoli, curatore fallimentare della Banca Privata Italiana.
  - Francia: viene nominato primo ministro Jacques Chirac.
- 20 marzo – Voghera: Michele Sindona muore avvelenato dopo aver bevuto un caffè al cianuro in carcere.
- 24 marzo – nel corso di manovre aeronavali della United States Navy nel golfo della Sirte (operazione Attain Document), si scatena una violenta battaglia tra unità statunitensi e libiche.
- 29 marzo – Italia: si conclude definitivamente il processo per l'attentato a Giovanni Paolo II. L'unico colpevole individuato è Mehmet Ali Ağca.

### Aprile

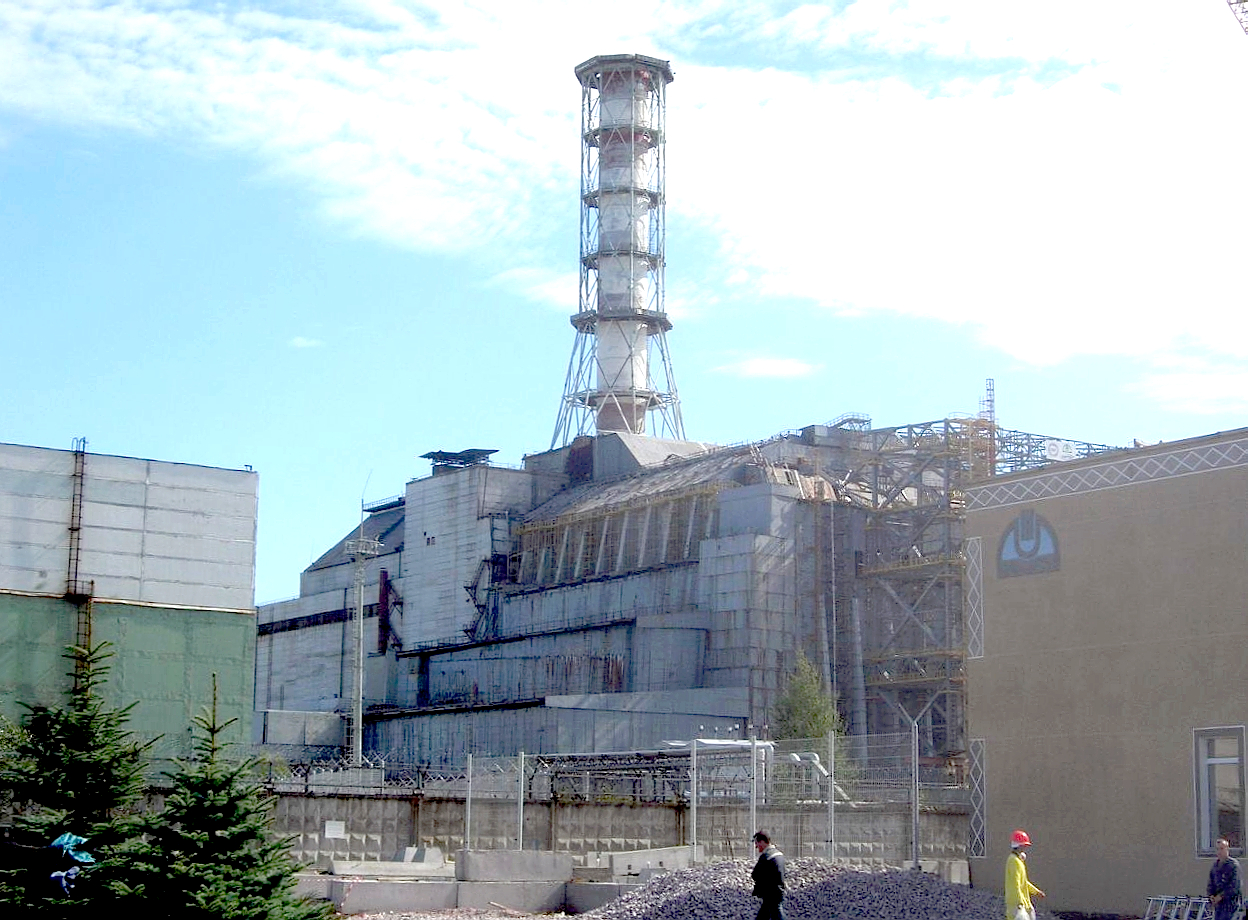
Sarcofago del reattore N. 4 della centrale nucleare di Černobyl'

- 2 aprile – nel cielo di Corinto esplode una bomba su un Boeing 727 in volo tra Roma e Atene: 4 passeggeri vengono risucchiati all'esterno, 7 rimangono feriti, l'aereo riesce ad atterrare.
- 4 aprile – Roma: storica visita di Papa Giovanni Paolo II nella sinagoga. È il primo nella storia della Chiesa.
- 5 aprile – Berlino Ovest: un attentato terroristico in una discoteca frequentata da soldati statunitensi, ordito da agenti libici, provoca tre morti e oltre 200 feriti.
- 15 aprile – aerei statunitensi bombardano Tripoli e altri obiettivi militari in Libia come rappresaglia per l'attentato del 5 aprile (operazione El Dorado Canyon).
- 16 aprile – due missili vengono lanciati in direzione di Lampedusa da parte dell'esercito libico.
- 25 aprile – viene incoronato Re dello Swaziland Mswati III.
- 26 aprile – Černobyl', Ucraina: incidente alla centrale nucleare, reattore n. 4 (esplosione non nucleare). Nei giorni seguenti una nube radioattiva contaminerà buona parte dell'Europa.
- 30 aprile – l'Italia per la prima volta si connette a Internet[1][2][3]: il primo ping parte dal Centro Nazionale Universitario di Calcolo Elettronico (CNUCE) di Pisa, oggi CNIT; la risposta arriva prontamente dalla stazione satellitare di Roaring Creek, Pennsylvania. L'Italia diventa così il quarto nodo ARPANET europeo dopo Regno Unito, Norvegia e Germania.[4][5]

### Maggio
- 2 maggio – Corsica: muore durante la tappa del Tour de Corse, il pilota finlandese Henri Toivonen che esce di strada con la sua Lancia Delta S4 la quale prende immediatamente fuoco,nell'incendio muore anche il co-pilota italoamericano Sergio Cresto; esattamente un anno prima perse la vita un altro pilota della casa torinese: Attilio Bettega, questo incidente mette definitivamente fine alla pericolosa categoria Gruppo B.
- 14 maggio – per la prima volta dalla sciagura di Černobyl', Michail Gorbačëv compare in televisione e conferma le cifre del disastro nucleare.
- 18 maggio – Papa Giovanni Paolo II pubblica l'enciclica Dominum et Vivificantem, sullo Spirito Santo nella vita della Chiesa e del mondo.
- 22 maggio – Italia: viene ripristinata solo per il 1986 la festività del 2 giugno, per la commemorazione dei 40 anni dalla nascita della Repubblica Italiana.

### Giugno
- 4 giugno – Jonathan Pollard si dichiara colpevole di spionaggio per aver venduto segreti militari degli Stati Uniti a Israele.
- 23 giugno – Regno Unito: viene sciolta dal governo l'Assemblea nazionale dell'Irlanda del Nord.

### Luglio
- 23 luglio – Londra: all'Abbazia di Westminster matrimonio tra Andrea, Duca di York, e Sarah Ferguson.
- 28 luglio – Michail Gorbačëv annuncia un parziale ritiro delle truppe sovietiche dall'Afghanistan.

### Agosto

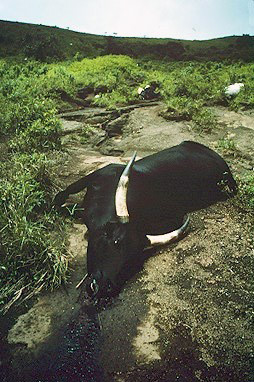
Capo di bestiame ucciso dall'eruzione limnica del lago Nyos

- 1-10 agosto – Italia: l'Associazione Guide e Scouts Cattolici Italiani (AGESCI) organizza ai Piani di Pezza, presso Rocca di Mezzo, la Route Nazionale R/S, alla quale partecipano oltre 15.000 Rover e Scolte. Il 9 agosto viene in visita anche papa Giovanni Paolo II.
- 21 agosto – Camerun: si sprigiona una nube tossica dal Lago Nyos: 1.500 morti e 30.000 intossicati dalle esalazioni di anidride carbonica.
- 31 agosto – Mar Nero: la nave passeggeri Admiral Nachimov entra in collisione con la nave portarinfuse Pëtr Vasëv, causando 423 morti.

### Settembre
- 5 settembre – Karachi: dirottamento del Volo Pan Am 73, muoiono 20 persone e ne rimangono feriti 120. Tra i morti c'è Neerja Bhanot, assistente di volo che dette la sua vita per salvare quella dei passeggeri.
- 7 settembre – Cile: attentato terroristico del Fronte Patriottico Manuel Rodríguez contro Augusto Pinochet, che rimane illeso. Muoiono i cinque uomini della scorta.

### Ottobre
- 11 ottobre – Reykjavík: summit USA-URSS tra Gorbačëv e Ronald Reagan
- 20 ottobre – URSS: il volo Aeroflot 6502 precipita causando la morte di 70 persone tra passeggeri e membri dell'equipaggio.
- 27 ottobre – riunione dei principali rappresentanti delle religioni del mondo ad Assisi, su invito del papa Giovanni Paolo II, per un incontro di preghiera in nome di San Francesco, profeta della pace come lo definì lo stesso pontefice.

### Novembre
- 8 novembre – Stati Uniti d'America: Ronald Reagan ammette parte di responsabilità nello scandalo Irangate, la vendita illegale di armi all'Iran.

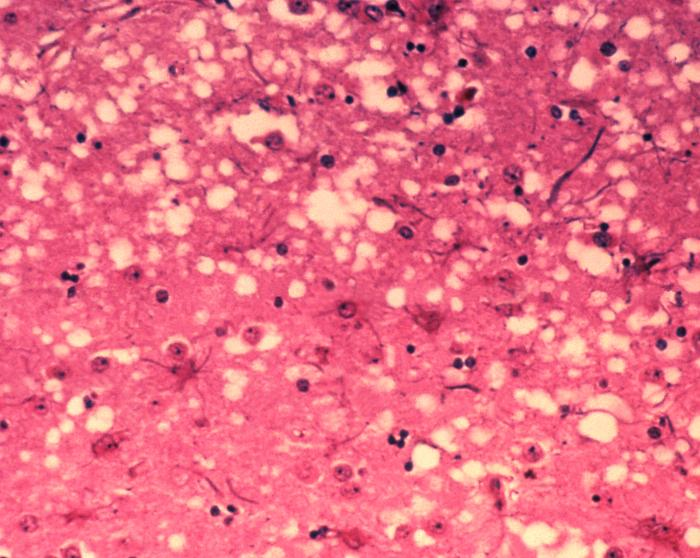
Microfoto di sezione di cervello di bovino affetto da BSE

- 20 novembre – Regno Unito: una mucca di una fattoria dell'Hampshire denominata "Cow 133" è la prima vittima accertata dell'encefalopatia spongiforme bovina, il morbo della "mucca pazza".

### Dicembre
- 18 dicembre – Bologna: si conclude il processo d'appello per la Strage dell'Italicus: condannati Mario Tuti e Luciano Franci, neofascisti assolti in primo grado per insufficienza di prove.
- 23 dicembre – Mosca: il fisico Andrej Sacharov al confino dal 1980 quale leader del dissenso interno al regime, può rientrare a Mosca.

## Nati
Ci sono circa 5 850 voci su persone nate nel 1986; vedi la pagina Nati nel 1986 per un elenco descrittivo o la categoria Nati nel 1986 per un indice alfabetico.

## Morti
Ci sono circa 1 340 voci su persone morte nel 1986; vedi la pagina Morti nel 1986 per un elenco descrittivo o la categoria Morti nel 1986 per un indice alfabetico.

## Calendario
| Calendario 1986 | Calendario 1986 | Calendario 1986 | Calendario 1986 | Calendario 1986 | Calendario 1986 | Calendario 1986 | Calendario 1986 | Calendario 1986 | Calendario 1986 | Calendario 1986 | Calendario 1986 | Calendario 1986 | Calendario 1986 | Calendario 1986 | Calendario 1986 | Calendario 1986 | Calendario 1986 | Calendario 1986 | Calendario 1986 | Calendario 1986 | Calendario 1986 | Calendario 1986 | Calendario 1986 | Calendario 1986 | Calendario 1986 | Calendario 1986 | Calendario 1986 | Calendario 1986 | Calendario 1986 | Calendario 1986 | Calendario 1986 | Calendario 1986 |
| --------------- | --------------- | --------------- | --------------- | --------------- | --------------- | --------------- | --------------- | --------------- | --------------- | --------------- | --------------- | --------------- | --------------- | --------------- | --------------- | --------------- | --------------- | --------------- | --------------- | --------------- | --------------- | --------------- | --------------- | --------------- | --------------- | --------------- | --------------- | --------------- | --------------- | --------------- | --------------- | --------------- |
|                 | 1               | 2               | 3               | 4               | 5               | 6               | 7               | 8               | 9               | 10              | 11              | 12              | 13              | 14              | 15              | 16              | 17              | 18              | 19              | 20              | 21              | 22              | 23              | 24              | 25              | 26              | 27              | 28              | 29              | 30              | 31              |                 |
| Gennaio         | Me              | Gi              | Ve              | Sa              | Do              | Lu              | Ma              | Me              | Gi              | Ve              | Sa              | Do              | Lu              | Ma              | Me              | Gi              | Ve              | Sa              | Do              | Lu              | Ma              | Me              | Gi              | Ve              | Sa              | Do              | Lu              | Ma              | Me              | Gi              | Ve              |                 |
| Febbraio        | Sa              | Do              | Lu              | Ma              | Me              | Gi              | Ve              | Sa              | Do              | Lu              | Ma              | Me              | Gi              | Ve              | Sa              | Do              | Lu              | Ma              | Me              | Gi              | Ve              | Sa              | Do              | Lu              | Ma              | Me              | Gi              | Ve              |                 |                 |                 |                 |
| Marzo           | Sa              | Do              | Lu              | Ma              | Me              | Gi              | Ve              | Sa              | Do              | Lu              | Ma              | Me              | Gi              | Ve              | Sa              | Do              | Lu              | Ma              | Me              | Gi              | Ve              | Sa              | Do              | Lu              | Ma              | Me              | Gi              | Ve              | Sa              | Do              | Lu              |                 |
| Aprile          | Ma              | Me              | Gi              | Ve              | Sa              | Do              | Lu              | Ma              | Me              | Gi              | Ve              | Sa              | Do              | Lu              | Ma              | Me              | Gi              | Ve              | Sa              | Do              | Lu              | Ma              | Me              | Gi              | Ve              | Sa              | Do              | Lu              | Ma              | Me              |                 |                 |
| Maggio          | Gi              | Ve              | Sa              | Do              | Lu              | Ma              | Me              | Gi              | Ve              | Sa              | Do              | Lu              | Ma              | Me              | Gi              | Ve              | Sa              | Do              | Lu              | Ma              | Me              | Gi              | Ve              | Sa              | Do              | Lu              | Ma              | Me              | Gi              | Ve              | Sa              |                 |
| Giugno          | Do              | Lu              | Ma              | Me              | Gi              | Ve              | Sa              | Do              | Lu              | Ma              | Me              | Gi              | Ve              | Sa              | Do              | Lu              | Ma              | Me              | Gi              | Ve              | Sa              | Do              | Lu              | Ma              | Me              | Gi              | Ve              | Sa              | Do              | Lu              |                 |                 |
| Luglio          | Ma              | Me              | Gi              | Ve              | Sa              | Do              | Lu              | Ma              | Me              | Gi              | Ve              | Sa              | Do              | Lu              | Ma              | Me              | Gi              | Ve              | Sa              | Do              | Lu              | Ma              | Me              | Gi              | Ve              | Sa              | Do              | Lu              | Ma              | Me              | Gi              |                 |
| Agosto          | Ve              | Sa              | Do              | Lu              | Ma              | Me              | Gi              | Ve              | Sa              | Do              | Lu              | Ma              | Me              | Gi              | Ve              | Sa              | Do              | Lu              | Ma              | Me              | Gi              | Ve              | Sa              | Do              | Lu              | Ma              | Me              | Gi              | Ve              | Sa              | Do              |                 |
| Settembre       | Lu              | Ma              | Me              | Gi              | Ve              | Sa              | Do              | Lu              | Ma              | Me              | Gi              | Ve              | Sa              | Do              | Lu              | Ma              | Me              | Gi              | Ve              | Sa              | Do              | Lu              | Ma              | Me              | Gi              | Ve              | Sa              | Do              | Lu              | Ma              |                 |                 |
| Ottobre         | Me              | Gi              | Ve              | Sa              | Do              | Lu              | Ma              | Me              | Gi              | Ve              | Sa              | Do              | Lu              | Ma              | Me              | Gi              | Ve              | Sa              | Do              | Lu              | Ma              | Me              | Gi              | Ve              | Sa              | Do              | Lu              | Ma              | Me              | Gi              | Ve              |                 |
| Novembre        | Sa              | Do              | Lu              | Ma              | Me              | Gi              | Ve              | Sa              | Do              | Lu              | Ma              | Me              | Gi              | Ve              | Sa              | Do              | Lu              | Ma              | Me              | Gi              | Ve              | Sa              | Do              | Lu              | Ma              | Me              | Gi              | Ve              | Sa              | Do              |                 |                 |
| Dicembre        | Lu              | Ma              | Me              | Gi              | Ve              | Sa              | Do              | Lu              | Ma              | Me              | Gi              | Ve              | Sa              | Do              | Lu              | Ma              | Me              | Gi              | Ve              | Sa              | Do              | Lu              | Ma              | Me              | Gi              | Ve              | Sa              | Do              | Lu              | Ma              | Me              |                 |

## Premi Nobel
- per la Pace: Elie Wiesel
- per la Letteratura: Wole Soyinka
- per la Medicina: Stanley Cohen, Rita Levi-Montalcini
- per la Fisica: Gerd Binnig, Heinrich Rohrer, Ernst Ruska
- per la Chimica: Dudley Herschbach, Yuan T. Lee, John Polanyi
- per l'Economia: James MacGill Buchanan

## Arti

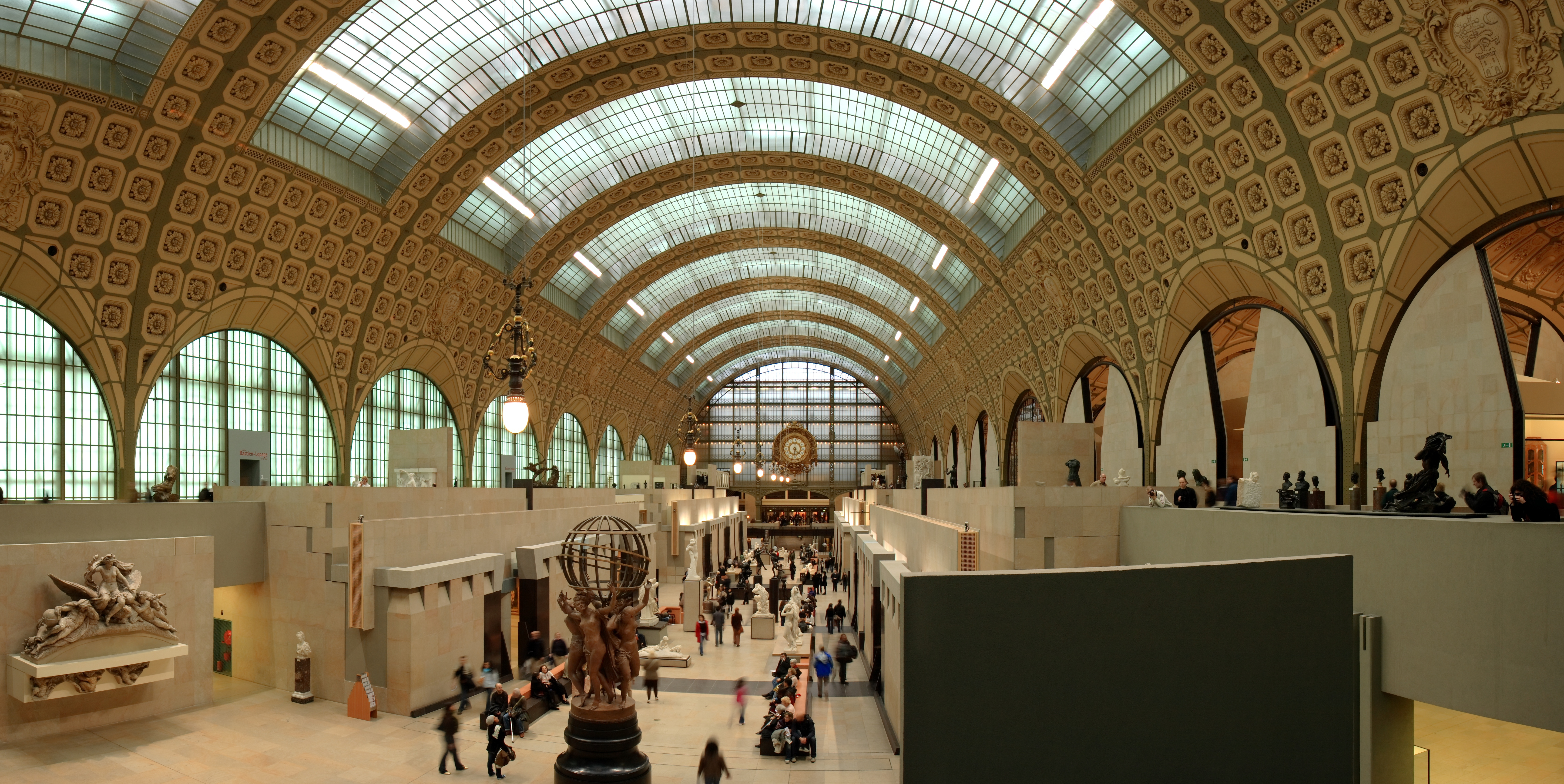
La sala principale del Museo d'Orsay

- 1º dicembre – Parigi: inaugurazione del Musée d'Orsay

## Cinema
- 16 maggio: esce negli Stati Uniti Top Gun, film di Tony Scott. Il grande successo di pubblico rende famoso in tutto il mondo l'interprete principale, Tom Cruise.

## Fumetto
- 26 settembre – Italia: esce il primo numero della serie a fumetti Dylan Dog.[6]

## Musica
- 3 marzo: – i Metallica pubblicano il loro terzo e più significativo album in studio: Master of Puppets
- 3 maggio – il Belgio vince l'Eurovision Song Contest, ospitato a Bergen, Norvegia.
- 26 maggio - esce l'album The Final Countdown della band Europe.
- 30 giugno – viene pubblicato l'album True Blue di Madonna, che diviene il più venduto di un'artista femminile degli anni '80, nonché l'album straniero più venduto in Italia di sempre.
- 11 e 12 luglio – Londra: i Queen suonano allo stadio di Wembley in due storici concerti durante la loro ultima tournée, il Magic Tour. Dal concerto del 12 luglio viene tratto l'album dal vivo Live at Wembley '86.
- 27 luglio – Budapest: i Queen suonano al Népstadion. Fu il primo grande concerto di una rock band in un paese dell'ex blocco comunista.
- 9 agosto – Inghilterra: I Queen si esibiscono dal vivo insieme per l'ultima volta in assoluto a Knebworth Park nei pressi di Stevenage come ultima tappa del Magic Tour davanti a circa 200.000 spettatori.

## Letteratura
- Viene pubblicato It di Stephen King.

## Sport

La rosa e lo staff tecnico della Juventus nella stagione 1985-1986

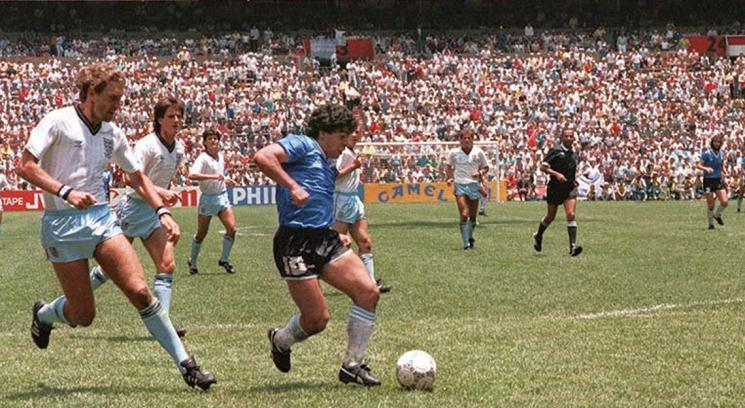
Maradona realizza il "Gol del secolo"

- 27 aprile, Lecce – la Juventus vince il suo 22º scudetto, il sesto con Giovanni Trapattoni in panchina.
- 2 maggio, Lione – la Dinamo Kiev vince la Coppa delle Coppe sconfiggendo per 3-0 l'Atlético Madrid.
- 6 maggio, Berlino – il Real Madrid conquista la Coppa UEFA al termine della doppia finale con il Colonia.
- 7 maggio, Siviglia – la Steaua Bucarest si aggiudica la Coppa Campioni ai rigori contro il Barcellona: per la prima volta il titolo di campione europeo è vinto da una squadra del blocco orientale.
- 15 maggio, circuito di Le Castellet – muore Elio De Angelis pilota di Formula 1 durante dei test. Il violento incidente ne provoca un incendio di cui Elio respira i gas e muore in serata nell'ospedale di Marsiglia.
- 31 maggio – 29 giugno, Messico – XIII edizione del campionato mondiale di calcio: a Città del Messico l'Argentina di Diego Armando Maradona sconfigge allo stadio Azteca la Germania Ovest per tre a due nella partita finale della competizione, laureandosi per la seconda volta campione del mondo. Appena qualche giorno prima, il 22 giugno, Maradona segna il famigerato gol di mano, soprannominato poi mano de Dios, e sempre Maradona segnerà poi nella stessa partita il "Gol del secolo", permettendo all'Argentina di battere 2-1 l'Inghilterra nei quarti di finale, in una delle partite più discusse di sempre dei mondiali di calcio.
- 6 luglio, Londra – Boris Becker si riconferma campione del torneo di Wimbledon.
- 27 luglio, Parigi – il ciclista statunitense Greg LeMond vince il Tour de France.
- 29 ottobre, Buenos Aires – il River Plate è campione sudamericano, vincendo la Coppa Libertadores.
- 22 novembre, Las Vegas – Mike Tyson è all'età di 20 anni e 4 mesi il più giovane campione mondiale nella storia dei pesi massimi.
- 14 dicembre, Tokyo – Il River Plate diventa campione del mondo, aggiudicandosi la Coppa Intercontinentale ai danni della Steaua Bucarest.